# Cugel gewroken
Cugel gewroken is te beschouwen als een schelmenroman in het fantasy genre van Jack Vance en is deel van zijn serie De stervende aarde. De serie speelt aan het einde der tijden; de zon is oud en bruingeel van kleur en de oude Aarde wordt spaarzaam bewoond door restanten van oude culturen, mens/dier kruisingen en een overgebleven stel tovenaars. Cugel gewroken is het vervolg op De ogen van de overwereld.
Oorspronkelijke titel: Cugel’s Saga, 1983. In het Nederlands verschenen in 1984, vertaald door Annemarie van Ewijck.

## Verhaal
Aan het slot van De ogen van de overwereld wil Cugel middels een toverspreuk wraak nemen op Iocounu de Lachende Magiër, maar maakt een vergissing waardoor hijzelf nogmaals in noordelijke streken belandt. Omdat hij tijdens zijn vorige ongewilde verplaatsing naar het Shangelsteenstrand zich de woede van de bewoners van twee westelijk gelegen dorpjes op de hals haalde, wendt hij zich nu oostwaarts. Door zijn behoefte aan voedsel en onderdak komt hij terecht bij het bedrijf van meester Twango, waar hij in dienst treedt als opzichter. De onderneming verhandelt schubben die opgedoken worden uit een modderpoel, welke de inslagkrater is van de in een ver verleden neergestorte demon Sadlark. Heel toevallig blijkt Iocounu de enige afnemer van Sadlarks schubben te zijn, welke een magische kracht bezitten. En wel in het bijzonder de centrale schub, ook wel de pectoraal genoemd. Door slimme actie krijgt Cugel de pectoraal in zijn bezit.
Hij monstert als “wormeling” aan op een schip naar het zuiden. Als zodanig blijkt hij de onderhoudsman te zijn van enorme wormen die in een tuig aan stuur- en bakboord voor de scheepsvoortstuwing zorgen. Het blijkt een zware baan. Cugel weet de zeggenschap over het schip te krijgen, waarbij hij door de dochters van de schubbentransporteur wordt verwend. Het blijkt echter een val en Cugel moet de vlucht nemen, met de krachtige pectoraal als hoedenspeld. De tocht naar het zuiden gaat gepaard met diverse verwikkelingen en avonturen waarbij Cugel telkens door list en bedrog in gunstige omstandigheden terechtkomt waarna die situatie door onnadenkendheid weer in ongunstige zin verandert.
Uiteindelijk weet Cugel zijn thuisland te bereiken. Hij sluit een verbond met vier tovenaars die eveneens door Iocounu benadeeld zijn. Iocounu blijkt met behulp van de aangevoerde schubben Sadlark te herbouwen. De van magische kracht omgeven pectoraal speelt een grote rol in de uiteindelijke afrekening.